# Dai Tete
Dai Tete ist eine osttimoresische Aldeia im Suco Ritabou (Verwaltungsamt Maliana, Gemeinde Bobonaro). 2015 lebten in der Aldeia 280 Menschen.

## Geographie
Dai Tete liegt östlich des Zentrums des Sucos Ritabou. Die Aldeia befindet sich zwischen dem Bulobo (Buloho), einem Nebenfluss des Nunuras, im Westen und dem südlichen Ausläufer des Berges Lailaco im Osten. Nördlich befindet sich die Aldeia Ritiudu, nordwestlich die Aldeia Ritabou, südlich die Aldeia Ma’a Hui und südöstlich die Aldeia Maganutu. Im Westen grenzt Dai Tete an den Suco Raifun, im Südwesten an den Suco Lahomea und im Nordosten an den Sucos Manapa und Raiheu.
Im Westen liegt das Dorf Magalelor.

## Politik
2023 wurde Rui Mau Boe zum Chefe de Aldeia gewählt.